# Palazzo San Giorgio (Genua)

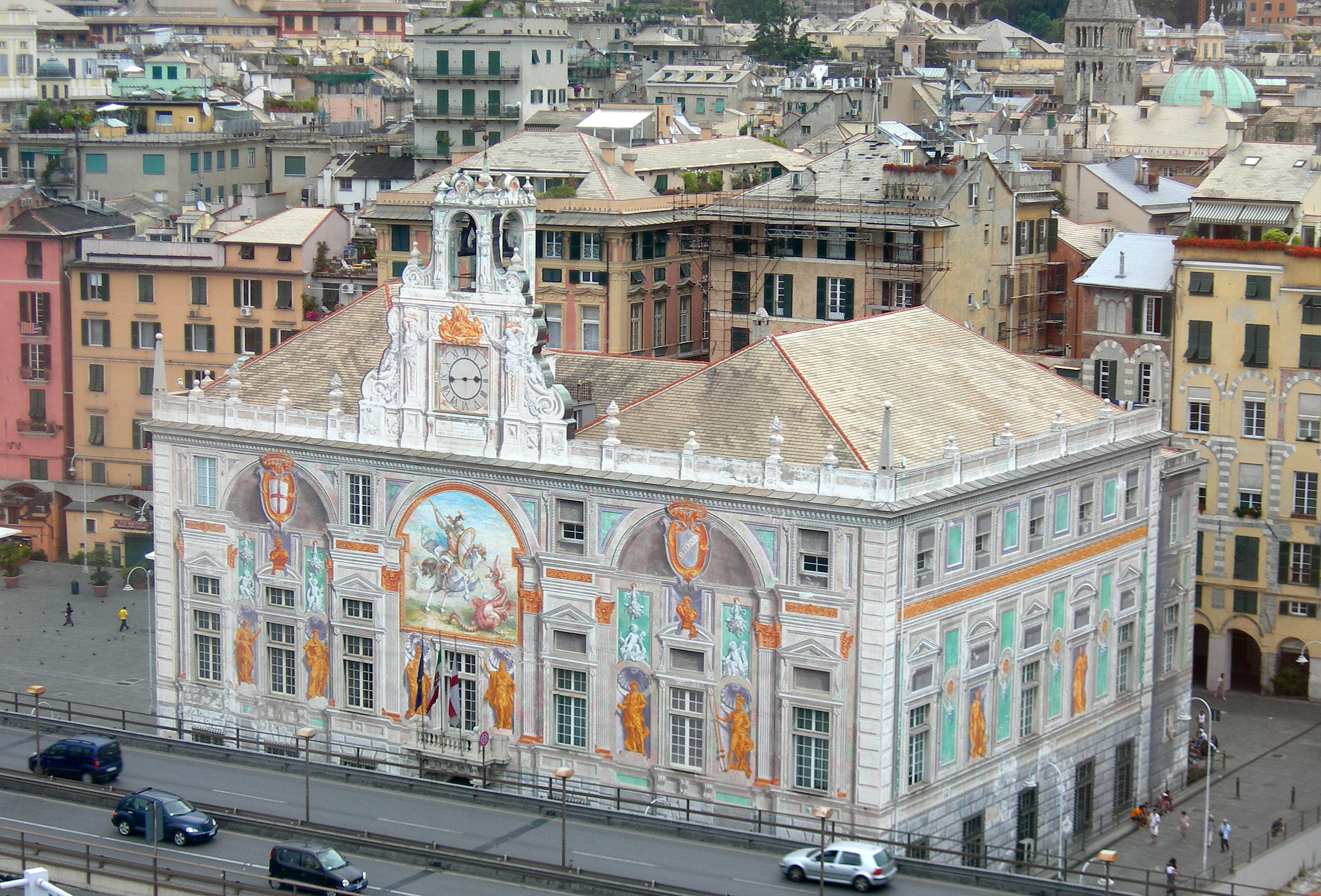
Palazzo San Giorgio

Der Palazzo San Giorgio (italienisch für: Sankt-Georg-Palast) ist ein Gebäude in Genua, Italien. Es ist an der Piazza Caricamento, in unmittelbarer Nähe zum Porto Antico, gelegen.

## Geschichte
Der Palast wurde 1260 von dem Politiker und Admiral Guglielmo Boccanegra erbaut, dem Onkel des ersten Dogen Genuas Simone Boccanegra (vor 1339–1363).
Für die Konstruktion des neuen Gebäudes wurde Material von der, zuvor abgerissenen, Venezianischen Botschaft in Konstantinopel verwendet. Dies geschah auf Befehl des byzantinischen Imperators Michael VIII. (1224/1225–1282), der damit für die genuesische Unterstützung gegen das Lateinische Reich dankte. Der Palast sollte durch die Einrichtung eines zivil-politischen Zentrums die Trennung von Kirche und Republik verdeutlichen. Vor allem sollte die Macht der katholischen Kirche, welche durch die in der Nähe gelegene Kathedrale San Lorenzo manifestiert wurde, gemindert werden.

### Nutzung als Gefängnis
1262 wurde Guglielmo Boccanegra gezwungen ins Exil zu gehen und der Palast wurde als Gefängnis genutzt. Der berühmteste Insasse soll Marco Polo gewesen sein, der dort zwischen September 1298 und Juli 1299 seine Reiseberichte („Il Milione“) dem Mithäftling Rustichello da Pisa diktiert haben soll.
Im 15. Jahrhundert wurde das Gebäude Sitz der Banco di San Giorgio.